# Lastreopsis windsorensis
Lastreopsis windsorensis är en träjonväxtart som beskrevs av D. L. Jones och B. Gray. Lastreopsis windsorensis ingår i släktet Lastreopsis och familjen Dryopteridaceae. Inga underarter finns listade.